# Ústav nukleární biologie a radiochemie ČSAV
Ústav nukleární biologie a radiochemie ČSAV vznikl 1. ledna 1974 se sídlem Vídeňská 1083, Praha 4 a zaměřoval se na výzkum a využití radioisotopů v biochemii, chemii lipidů a na práci s radioaktivním materiálem. Zanikl 30. června 1993 a část  orientovaná na problematiku stopové prvkové analýzy přešla do Ústavu analytické chemie AV. Posledním ředitelem byl Tomáš Elbert.